# حركة عرضية
الحركة العرضية (محركة) ما يكون عروضها للجسم بواسطة عروضها لشيء آخر بالحقيقة، كحركة الجالس السفينة.